# Enhypen

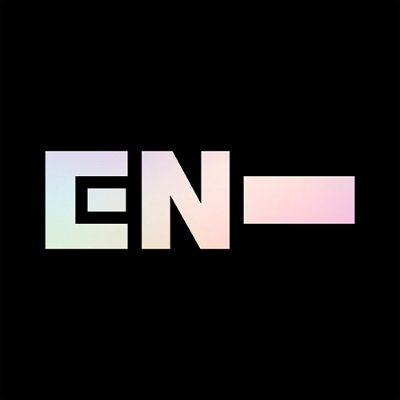
Logotipo do grupo

Enhypen (hangul: 엔하이픈; rr: Enhaipeun; em japonês:  エンハイプン; Enhaipun; estilizado como ENHYPEN), é um boy-group sul-coreano formado pela empresa Belift Lab, empreendimento conjunto entre as empresas de entretenimento CJ ENM e HYBE Corporation. Formado por meio do reality show de sobrevivência de 2020, I-Land, o grupo é composto por sete integrantes: Jungwon, Heeseung, Jay, Jake, Sunghoon, Sunoo e Ni-ki. Enhypen estreou em 30 de novembro de 2020, com o extended play (EP) Border: Day One.

## Nome
O nome do grupo, Enhypen, foi apresentado através da transmissão ao vivo do episódio final de I-Land. De acordo com a etimologia, Enhypen deriva seu nome do símbolo Hífen (-), que cria novos significados, incluindo "Conexão, Descoberta e Crescimento". Semelhante a como um hífen conecta palavras diferentes para descobrir novos significados, Enhypen visa "unir-se para conectar, descobrir e crescer juntos para criar um novo ato."

## História

### Pré-estreia:I-Land
Em março de 2019, a Belift Lab foi co-fundada pelas empresas de entretenimento sul-coreanas CJ ENM e Hybe Corporation, com planos de criar um novo grupo em 2020. As audições começaram no mesmo mês em Seul, Estados Unidos, Taiwan e Japão, entre outros, em busca de trainees do sexo masculino nascidos entre 1997 e 2008. Em 8 de maio de 2020, o canal de televisão Mnet anunciou o programa de competição de sobrevivência I-Land, um empreendimento entre as duas empresas que "acompanha o nascimento de artistas de K-pop da próxima geração". Enhypen foi formado pelo I-Land, estrelando 23 ídolos que estavam sob treinamento da Belift Lab e sendo transmitido semanalmente na Mnet entre 26 de junho e 18 de setembro de 2020, além de distribuído internacionalmente através do canal de YouTube da Hybe Labels. O programa foi dividido em duas partes. Doze competidores da primeira parte se qualificaram para a segunda parte da série. No episódio final, sete membros foram escolhidos dentre os nove finalistas, sendo seis escolhidos por votação global e um pelos produtores. O composição final dos sete membros, Heeseung, Jay, Jake, Sunghoon, Sunoo, Jungwon e Ni-ki, foi anunciada na transmissão ao vivo do último episódio.

### 2020–presente: Estreia comBorder: Day One,Border: Carnival, estreia japonesa e primeiro álbum de estúdio
Em 22 de outubro de 2020, um trailer intitulado "Choose-Chosen" foi postado no canal do Enhypen no YouTube, anunciando a estreia do grupo em novembro de 2020. Um segundo trailer intitulado "Dusk-Dawn" foi lançado três dias depois, seguido por um par de mood boards conceituais em 27 de outubro. Em 28 de outubro, a Belift Lab anunciou que Enhypen lançaria seu primeiro extended play, Border: Day One, em 30 de novembro. Em 4 de novembro, foi anunciado que os pedidos da pré-venda do álbum ultrapassaram 150.000 cópias em dois dias. Antes de sua estreia, o grupo reuniu um grande número de seguidores nas plataformas de mídia social, conquistando mais de um milhão de seguidores simultaneamente no TikTok, Twitter, YouTube, Instagram e V Live. Em 21 de novembro, os pedidos de pré-venda ultrapassaram 300.000 cópias. O EP Border: Day One e o single "Given-Taken" foram lançados em 30 de novembro de 2020, com um showcase ao vivo para promovê-lo. Em 4 de dezembro de 2020, Enhypen fez sua estreia oficial no Music Bank da KBS, onde o grupo apresentou "Given-Taken". O EP estreou em segundo lugar na Gaon Album Chart da Coreia do Sul, vendendo 318.528 cópias em um dia e se tornando o álbum mais vendido por um grupo de K-pop que estreou em 2020. Também alcançou segundo lugar na Oricon Albums Chart, com 71.000 cópias vendidas no Japão. Duas semanas após a estreia, o grupo ganhou o prêmio "Próximo Líder" no The Fact Music Awards 2020. Em fevereiro de 2021, Border: Day One recebeu uma certificação de platina da Korea Music Content Association (KMCA), dando ao grupo sua primeira certificação no país.
Em 25 de março de 2021, Belift Lab anunciou que Enhypen fará seu retorno no final de abril. Um trailer intitulado "Intro: The Invitation" foi lançado em 5 de abril, anunciando que sua segunda extended play Border: Carnival. Em 8 de abril, foi anunciado que os pedidos de pré-venda do álbum ultrapassaram 370.000 cópias em três dias. Antes do dia do lançamento, os pedidos de pré-venda do álbum ultrapassaram 450.000 cópias. O EP foi lançado em conjunto com seu single "Drunk-Dazed" em 26 de abril. Em 4 de maio, o grupo recebeu sua primeira vitória em um programa musical no programa The Show da SBS MTV com "Drunk-Dazed". Isso foi logo seguido por vitórias no Show Champion e Music Bank. Border: Carnival estreou em primeiro lugar na Oricon Albums Chart, tornando-se o primeiro álbum do grupo a chegar ao topo das paradas no Japão, com mais de 83.000 cópias vendidas. Em 25 de maio, Border: Carnival estreou na posição 18 na tabela Billboard 200. Além disso, Enhypen também ficou na 18ª posição na tabela Billboard Artist 100.
Em 6 de julho de 2021, Enhypen fará sua estreia no Japão com o single álbum "Border: 儚い" (também conhecido como Border: Hakanai ou Border: Transient), que inclui "Forget Me Not" e as versões japonesas de "Given-Taken"  e "Let Me In (20 Cube)".

## Integrantes
| Integrantes    | Integrantes    | Integrantes        | Integrantes        | Integrantes        | Integrantes                      | Integrantes                 | Integrantes                                 |
| Nome Artístico | Nome Artístico | Nome de Nascimento | Nome de Nascimento | Nome de Nascimento | Data de Nascimento               | Local de Nascimento         | Posição no Grupo                            |
| Romanizado     | Hangul         | Romanizado         | Hangul             | Japonês            | Data de Nascimento               | Local de Nascimento         | Posição no Grupo                            |
| -------------- | -------------- | ------------------ | ------------------ | ------------------ | -------------------------------- | --------------------------- | ------------------------------------------- |
| Heeseung       | 희승           | Lee Hee-seung      | 이희승             | —                  | 15 de outubro de 2001 (23 anos)  | Namyangju,Coreia do Sul     | Vocalista e Dançarino                       |
| Jay            | 제이           | Park Jong-seong    | 박종성             | —                  | 20 de abril de 2002 (23 anos)    | Seattle, Estados Unidos     | Vocalista, Rapper e Dançarino               |
| Jake           | 제이크         | Shim Jae-yun       | 심재윤             | —                  | 15 de novembro de 2002 (22 anos) | Seul, Coreia do Sul         | Vocalista, Rapper e Dançarino               |
| Sunghoon       | 성훈           | Park Sung-hoon     | 박성훈             | —                  | 8 de dezembro de 2002 (22 anos)  | Eunpyeong-gu, Coreia do Sul | Vocalista, Dançarino e Visual               |
| Sunoo          | 선우           | Kim Sun-woo        | 김선우             | —                  | 24 de junho de 2003 (22 anos)    | Suwon, Coreia do Sul        | Vocalista e Dançarino                       |
| Jungwon        | 정원           | Yang Jung-won      | 양정원             | —                  | 9 de fevereiro de 2004 (21 anos) | Coreia do Sul               | Líder, Vocalista e Dançarino                |
| Ni-ki          | 니키           | Nishimura Riki     | —                  | 西村リキ           | 9 de dezembro de 2005 (19 anos)  | Okayama, Japão              | Vocalista, Rapper, Dançarino Líder e Maknae |

## Discografia

### Álbum de estúdio
| Título                                                                                   | Detalhes | Melhores posições nas tabelas | Melhores posições nas tabelas | Melhores posições nas tabelas | Melhores posições nas tabelas | Melhores posições nas tabelas | Melhores posições nas tabelas | Melhores posições nas tabelas | Melhores posições nas tabelas | Melhores posições nas tabelas | Melhores posições nas tabelas | Vendas                                  | Certificações       |
| ---------------------------------------------------------------------------------------- | --- | ----------------------------- | ----------------------------- | ----------------------------- | ----------------------------- | ----------------------------- | ----------------------------- | ----------------------------- | ----------------------------- | ----------------------------- | ----------------------------- | --------------------------------------- | ------------------- |
| Título                                                                                   | Detalhes | [ 49 ]                        | [ 50 ]                        | [ 50 ]                        | [ 51 ]                        | [ 52 ]                        | [ 53 ]                        | JAP Hot                       | [ 54 ]                        | [ 55 ]                        | EUA World                     | Vendas                                  | Certificações       |
| Dimension: Dilemma                                                                       | - Lançamento: 12 de Outubro de 2021 - Gravadora: Belift Lab, Genie, Stone - Formatos: CD, download digital, streaming | 1                             | 13                            | 8                             | 7                             | 12                            | 1                             | 1                             | 33                            | 11                            | 1                             | - :1,205,949 - :156,719 (Fís) - :31,000 | - :Million - : Ouro |
| "—" indica lançamentos que não figuraram nas paradas ou não foram lançados nessa região. | |                               |                               |                               |                               |                               |                               |                               |                               |                               |                               |                                         |                     |

### Repackage
| Título            | Detalhes | Posições | Posições | Posições | Posições | Posições | Posições | Posições | Posições  | Vendas                         | Certificações       |
| Título            | Detalhes | COR      | BEL      | FRA      | ALE      | JAP      | SUI      | EUA      | EUA World | Vendas                         | Certificações       |
| ----------------- | --- | -------- | -------- | -------- | -------- | -------- | -------- | -------- | --------- | ------------------------------ | ------------------- |
| Dimension: Answer | - Lançamento: 10 de Janeiro de 2022 - Gravadora: Belift Lab, Genie, Stone - Formatos: CD, download digital, streaming | 1        | 15       | 17       | 14       | 1        | 21       | 13       | 1         | - : 723.478 - : 117.616 (Phy.) | - RIAJ: ouro (Phy.) |

### Singleálbuns
| Título          | Detalhes | Melhores posições nas tabelas | Vendas        |
| Título          | Detalhes | JAP                           | Vendas        |
| --------------- | --- | ----------------------------- | ------------- |
| Border: Hakanai | - Data de lançamento: 6 de julho de 2021 - Gravadora: Universal Music - Formatos: CD, download digital, streaming | A ser lançado                 | A ser lançado |

### Extended plays
| Título                                                                                   | Detalhes | Melhores posições nas tabelas | Melhores posições nas tabelas | Melhores posições nas tabelas | Melhores posições nas tabelas | Melhores posições nas tabelas | Melhores posições nas tabelas | Melhores posições nas tabelas | Melhores posições nas tabelas | Melhores posições nas tabelas | Melhores posições nas tabelas | Vendas                                         | Certificações           |
| Título                                                                                   | Detalhes | COR                           | BEL                           | ALE                           | HUN                           | JAP                           | JAP Hot                       | POL                           | SUÍ                           | EUA                           | EUA World                     | Vendas                                         | Certificações           |
| ---------------------------------------------------------------------------------------- | --- | ----------------------------- | ----------------------------- | ----------------------------- | ----------------------------- | ----------------------------- | ----------------------------- | ----------------------------- | ----------------------------- | ----------------------------- | ----------------------------- | ---------------------------------------------- | ----------------------- |
| Border: Day One                                                                          | - Lançamento: 30 de novembro de 2020 - Gravadora: Belift Lab, Genie, Stone - Formatos: CD, download digital, streaming | 2                             | 73                            | 95                            | 29                            | 2                             | 2                             | —                             | 99                            | —                             | 14                            | - : 464,232 - : 108,726 (Fís) - : 1.290 (Dig.) | - : Platina             |
| Border: Carnival                                                                         | - Lançamento: 26 de abril de 2021 - Gravadora: Belift Lab, Genie, Stone - Formatos: CD, download digital, streaming    | 1                             | 17                            | 26                            | 19                            | 1                             | 1                             | 28                            | 64                            | 18                            | 1                             | - : 622,621 - : 110,189 (Fís.)                 | - : Ouro - : 2× Platina |
| "—" indica lançamentos que não figuraram nas paradas ou não foram lançados nessa região. | |                               |                               |                               |                               |                               |                               |                               |                               |                               |                               |                                                |                         |

### Singles
| Título                                                                                   | Ano  | Melhor posição nas paradas | Melhor posição nas paradas | Melhor posição nas paradas | Melhor posição nas paradas | Melhor posição nas paradas | Álbum              |
| Título                                                                                   | Ano  | COR                        | HUN                        | Oricon                     | JAP Hot                    | EUA World                  | Álbum              |
| ---------------------------------------------------------------------------------------- | ---- | -------------------------- | -------------------------- | -------------------------- | -------------------------- | -------------------------- | ------------------ |
| "Given-Taken"                                                                            | 2020 | —                          | —                          | 1                          | 3                          | 13                         | Border: Day One    |
| "Drunk-Dazed"                                                                            | 2021 | 118                        | 30                         | —                          | 44                         | 3                          | Border: Carnival   |
| "Tamed-Dashed"                                                                           | 2021 | 110                        | —                          | —                          | 29                         | 11                         | Dimension: Dilemma |
| "Blessed-Cursed"                                                                         | 2022 | 114                        | —                          | —                          | 32                         | 7                          | Dimension: Answer  |
| "—" indica lançamentos que não figuraram nas paradas ou não foram lançados nessa região. |      |                            |                            |                            |                            |                            |                    |

### Outras canções cartografadas
| Título                | Ano  | Melhores posições nas tabelas | Álbum            |
| Título                | Ano  | EUA World                     | Álbum            |
| --------------------- | ---- | ----------------------------- | ---------------- |
| "Let Me In (20 Cube)" | 2020 | 24                            | Border: Day One  |
| "Flicker"             | 2020 | 25                            | Border: Day One  |
| "Fever"               | 2021 | 18                            | Border: Carnival |
| "Not for Sale"        | 2021 | 21                            | Border: Carnival |

## Videografia

### Vídeos musicais
| Título                | Ano  | Diretor(es)              | Ref.   |
| --------------------- | ---- | ------------------------ | ------ |
| "Given-Taken"         | 2020 | Yong Seok Choi (Lumpens) | [ 91 ] |
| "Let Me In (20 Cube)" | 2020 | Nuri Jeong (COSMO)       | [ 92 ] |
| "Drunk-Dazed"         | 2021 | Yong Seok Choi (Lumpens) | [ 93 ] |
| "Fever"               | 2021 | Nuri Jeong (COSMO)       | [ 94 ] |

### Outros vídeos
| Título                  | Ano  | Diretor(es)            | Ref.   |
| ----------------------- | ---- | ---------------------- | ------ |
| "Intro: Walk the Line"  | 2020 | Geeeembo               | [ 95 ] |
| "Outro: Cross the Line" | 2021 | Geeeembo, Kim Rae Hyun | [ 96 ] |
| "Intro: The Invitation" | 2021 | Geeeembo, Strtsphr     | [ 97 ] |
| "Outro: The Wormhole"   | 2021 | Geeeembo, Strtsphr     | [ 98 ] |

### DVD
| Título                     | Detalhes                                                                                        | Melhores posições nas tabelas | Vendas      |
| Título                     | Detalhes                                                                                        | JAP                           | Vendas      |
| -------------------------- | ----------------------------------------------------------------------------------------------- | ----------------------------- | ----------- |
| Enhypen Season's Greetings | - Lançamento: 15 de janeiro de 2021 - Gravadora: Play Company Corp. - Formatos: DVD + Photobook | 1                             | - : 12,758+ |

## Filmografia

### Televisão
| Ano  | Título     | Rede | Notas                                                                  | Ref.              |
| ---- | ---------- | ---- | ---------------------------------------------------------------------- | ----------------- |
| 2020 | I-Land     | Mnet | Show de sobrevivência da CJ ENM e Hybe Corporation, 12 episódios       | [ 1 ] [ 5 ] [ 8 ] |
| 2021 | Playground | JTBC | Com TXT; especial de ano novo lunar de show de variedades, 2 episódios | [ 101 ]           |

### Rádio
| Year | Título                       | Canal                      | Notas | Ref. |
| ---- | ---------------------------- | -------------------------- | ----- | ---- |
| 2021 | Enhypen's All Night Nippon X | Nippon Broadcasting System | DJs   |      |

Shows Online
ENYPEN&HI: estreou em 2020, logo após os integrantes sairem do I-LAND e irem para o dormitório, dando início a jornada do debut. É composto por 2 temporadas, a 1° temporada estreou em 18 de novembro de 2020, explorando mais o convívio dos integrantes e os diversos jogos interativos apresentados no decorrer da temporada, a 2° temporada estreou em 17 de março de 2021, no programa, é apresentado os jogos interativos entre os membros, passeios e também as propagandas publicitárias de suas músicas no seus fanmeetings. É composto por 8 episódios ao todo, a música de abertura da 2° temporada é "10 Months" (ENHYPEN).
EN-O`CLOCK: estreou em 10 de junho de 2021, com um total de 99 episódios até o momento, a última lançada em 13 de junho de 2024. É o programa de variedades apenas do ENHYPEN, os membros fazem jogos, dinâmicas, passeiam juntos e dá para conhecer cada membro ao longo dos episódios.
SO SO FUN: estreou em 18 de agosto de 2022 e terminou em 22 de setembro de 2022, o programa contém apenas 6 episódios, mas mostra a primeira viagem dos membros em grupo, interação do grupo bastante divertida de se assistir. A música de abertura é "TFW"   (That Feeling When) do ENHYPEN.
EN-loG: São os vlogs individuais de cada membro do ENHYPEN, para conhecer melhor a personalidade de um membro específico, apenas acessar EN-loG.
EN-CORE: São os vídeos que mostram os "behinds" (atrás dos bastidores) do ENHYPEN em Musics Shows e promoções do grupo.
EN-TER KEY: São os vídeos que mostram os "behinds" de diversas coisas que o grupo fez, por exemplo vídeos de tiktok gravado com outros idols (os famosos challenges) por trás dos bastidores, vídeos fazendo promoção de músicas e também cortes mostrando a gravação de alguns de seus comebacks.

## Prêmios e indicações
| Cerimonia de premiação        | Ano  | Categoria                            | Nomeado(s)/trabalho(s) | Resultado | Ref.    |
| ----------------------------- | ---- | ------------------------------------ | ---------------------- | --------- | ------- |
| The Fact Music Awards         | 2020 | Prêmio Próximo Líder                 | Enhypen                | Venceu    | [ 102 ] |
| Brand Customer Loyalty Awards | 2021 | Prêmio de Melhor Revelação Masculino | Enhypen                | Indicado  | [ 103 ] |
| Gaon Chart Music Awards       | 2021 | Novo Artista do Ano - Físico         | Border: Day One        | Venceu    | [ 104 ] |
| Golden Disc Awards            | 2021 | Artista Revelação do Ano             | Enhypen                | Venceu    | [ 105 ] |
| Golden Disc Awards            | 2021 | Prêmio de Popularidade Curaprox      | Enhypen                | Indicado  | [ 106 ] |
| Golden Disc Awards            | 2021 | Prêmio de Popularidade QQ Music      | Enhypen                | Indicado  | [ 107 ] |
| Seoul Music Awards            | 2021 | Revelação do Ano                     | Enhypen                | Venceu    | [ 108 ] |
| Seoul Music Awards            | 2021 | Prêmio de Popularidade K-wave        | Enhypen                | Indicado  | [ 109 ] |
| Seoul Music Awards            | 2021 | Prêmio de Popularidade               | Enhypen                | Indicado  | [ 109 ] |

### Listicles
| Publicado       | Ano  | Listicle                                                      | Colocação | Ref.    |
| --------------- | ---- | ------------------------------------------------------------- | --------- | ------- |
| Billboard Korea | 2021 | Melhor Revelação                                              | Colocado  | [ 110 ] |
| Grammy Awards   | 2021 | 5 Artistas coreanos em ascensão para conhecer agora           | Colocado  | [ 111 ] |
| Time            | 2021 | 6 Grupos de K-pop novatos para assistir em 2021               | Colocado  | [ 112 ] |
| Twitter         | 2020 | 10 Atos musicais de K-pop com crescimento mais rápido de 2020 | 5ª        | [ 113 ] |